# Store damm, Skåne
Store damm är en sjö i Hässleholms kommun i Skåne och ingår i Rönne ås huvudavrinningsområde. Sjön är 5,1 meter djup, har en yta på 1,09 kvadratkilometer och befinner sig 98 meter över havet. Vid provfiske har bland annat abborre, gädda, mört och sarv fångats i sjön.

## Delavrinningsområde
Store damm ingår i det delavrinningsområde (622310-135406) som SMHI kallar för Utloppet av Store Damm. Medelhöjden är 100 meter över havet och ytan är 2,53 kvadratkilometer. Det finns inga avrinningsområden uppströms utan avrinningsområdet är högsta punkten. Vattendraget som avvattnar avrinningsområdet har biflödesordning 3, vilket innebär att vattnet flödar genom totalt 3 vattendrag innan det når havet efter 73 kilometer. Avrinningsområdet består mestadels av skog (54 %). Avrinningsområdet har 1,08 kvadratkilometer vattenytor vilket ger det en sjöprocent på 42,8 %.

## Fisk
Vid provfiske har följande fisk fångats i sjön:
- Abborre
- Gädda
- Mört
- Sarv
- Sutare